# Martin Treu (Historiker)
Martin Treu (* 1953 in Berlin) ist ein deutscher Historiker und Theologe. Er war von 1991 bis 1997 Direktor der Lutherhalle, heute Augusteum und Lutherhaus, in Wittenberg.

## Leben
Treu studierte ab 1974 Evangelische Theologie an der Martin-Luther-Universität in Halle an der Saale. Er promovierte 1982 an der Halleschen Universität mit der Dissertation zum Thema Die gegenwärtige Bedeutung von Luthers Trostbegriff. Zur gleichen Zeit wurde er Vikar an der Petrus-Gemeinde in Halle. 1983 erfolgte seine Ordination zum Pfarrer der Evangelischen Kirche der Kirchenprovinz Sachsen.
Treu wurde 1984 wissenschaftlicher Mitarbeiter an der Lutherhalle in Wittenberg und war von 1991 bis 1997 deren Direktor. Ab 1998 bis 2012 war er Bereichsleiter für Ausstellungen und Vermittlung der Stiftung Luthergedenkstätten in Sachsen-Anhalt. Seit dem 1. Oktober 2013 ist Martin Treu ehrenamtlicher Geschäftsführer der Luther-Gesellschaft. Er ist Autor und Herausgeber zahlreicher Fachveröffentlichungen. Seine Biografie über Katharina von Bora erschien 1999 in dritter Auflage und wurde unter anderem ins Englische übersetzt. 2017 wirkte er in der Fernsehdokumentation Luther und die Frauen von Gabriele Rose mit.

## Veröffentlichungen (Auswahl)

### Autor
- Am Anfang war das Wort. Martin Luther und die Reformation in Europa. Ellert & Richter, Hamburg 2016, ISBN 978-3-8319-0639-0.
- Von Wittenberg nach Europa. Eine kurze Geschichte der Reformation. Drei-Kastanien-Verlag, Wittenberg 1999, ISBN 3-933028-15-9.
- Katharina von Bora. Bilder aus ihrem Leben. Stiftung Luthergedenkstätten, Wittenberg 1998.
- Katharina von Bora. Drei-Kastanien-Verlag, 3. Aufl. Wittenberg 1999, ISBN 3-9804492-1-1.
- Martin Luther und Torgau. Drei-Kastanien-Verlag, Wittenberg 1995, ISBN 3-9803358-9-5.
- Die Lutherhalle Wittenberg. Edition Leipzig, Leipzig 1991, ISBN 3-361-00353-9.

### Herausgeber
- Andreas Meinhardi: Über die Lage, die Schönheit und den Ruhm der hochberühmten, herrlichen Stadt Albioris, gemeinhin Wittenberg genannt. Edition Akanthus, Spröda 2008, ISBN 978-3-00-025864-0.
- Martin Luther in Wittenberg. Ein biographischer Rundgang.  Stiftung Luthergedenkstätten, Wittenberg 2003, ISBN 3-9808619-2-9.
- Katharina von Bora, die Lutherin. Aufsätze anläßlich ihres 500. Geburtstages. Stiftung Luthergedenkstätten, Wittenberg 1999, ISBN 3-933028-19-1.
- Ulrich von Hutten: Die Schule des Tyrannen. Reclam, Leipzig 1991, ISBN 3-379-00666-1.